# Überhorizontradar

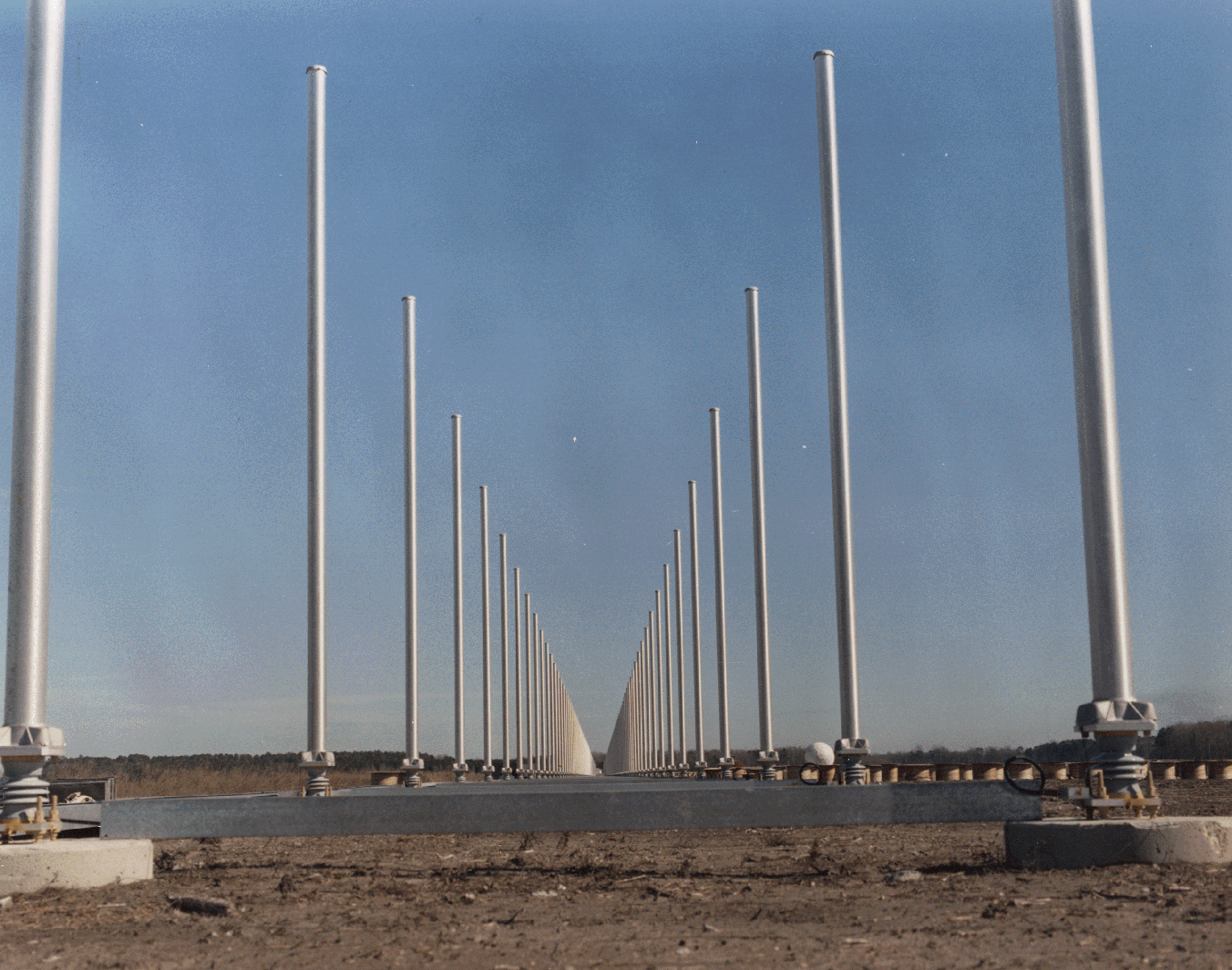
Überhorizontradaranlage der United States Navy

Das Überhorizontradar (auch OTHR für  Over The Horizon Radar  genannt) stellt eine Möglichkeit dar, Radarechos ohne quasi-optischen Sichtkontakt weit über die Erdkrümmung hinaus zu erhalten. Die verwendeten Frequenzen liegen meist im Kurzwellenbereich und damit weit unterhalb der üblichen Radarfrequenzen (Mikrowellenbereich), dadurch sinken die Auflösung und die Ortungsgenauigkeit. Allerdings können so Bodenwellen oder Reflexionserscheinungen an der Ionosphäre ausgenutzt werden, die eine Ortung über die Erdkrümmung hinaus erst ermöglichen. Überhorizontradartechnik wird von mehreren Staaten eingesetzt. Ein bekanntes System ist das australische Jindalee Operational Radar Network (JORN); die NATO betreibt eine entsprechende Anlage in Zypern (PLUTO System der Royal Air Force). Überhorizontradar-Sendestationen stehen in Semipalatinsk (Kasachstan), Alaska (USA), Puerto Rico (USA) und Mordwinien (Russland).

## Physikalische Grundlagen
Ein Überhorizontradar ist generell ein Impulsradar. Alle anderen Radarkonzepte eignen sich nicht dafür, Reichweiten von mehreren 1000 km zu erzielen. Für ein Überhorizontradar ergeben sich drei technische Notwendigkeiten, um diese gewünschten Reichweiten zu erreichen:
1. Der Sendeimpuls muss die energetischen Bedingungen für die Überwindung dieser Entfernung erfüllen. Er muss mehr Energie enthalten, als die Summe aller möglichen Dämpfungen auf dem Hin- und Rückweg das Echosignal abschwächen könnte, so dass es im Empfänger nicht mehr registriert werden könnte.
2. Die Empfangszeit muss lang genug sein, um die notwendigen Laufzeiten für das Echosignal abzudecken. Das Echosignal muss dem verursachenden Sendeimpuls eindeutig zugeordnet werden können, um ein eindeutiges Messergebnis zu erhalten.
3. Die Ausbreitung der elektromagnetischen Wellen dieses Sendeimpulses muss entweder durch Beugung oder Reflexionen die Erdkrümmung überwinden können.

In der Vergangenheit bestand die einzige Möglichkeit, diese energetischen Anforderungen zu erfüllen, in einer extrem hohen Impulsleistung des Sendeimpulses. Um eine angemessene Entfernungsauflösung zu erzielen, musste dieser Sendeimpuls sehr kurz sein (im Bereich weniger Mikrosekunden) und in dieser kurzen Zeit eine extrem hohe Impulsleistung von bis zu 10 Megawatt (Durchschnittsleistung: 600 kW) aufweisen. Modernere Gerätekonzepte können jedoch eine Intrapulsmodulation verwenden, so dass die Sendeenergie über eine längere Impulsdauer verteilt werden kann. Der Sendeimpuls benötigt in diesem Fall bei gleichem Energiegehalt eine geringere Impulsleistung. Mit dem Pulskompressionsverfahren kann ein ähnlich gutes Entfernungsauflösungsvermögen wie mit einem sehr kurzen Sendeimpuls erreicht werden.
Um eine eindeutige Zuordnung zu dem jeweiligen Sendeimpuls zu ermöglichen und somit Mehrdeutigkeiten bei der Laufzeit- und Entfernungsmessung zu vermeiden, konnte nur eine sehr geringe Impulsfolgefrequenz verwendet werden. Die Impulsfolgefrequenz beträgt bei älteren Radargeräten etwa 10 Hz, was einer Signallaufzeit von etwa 100 ms, einer Entfernung von 30.000 km und folglich einer theoretischen Ortungsreichweite von maximal 15.000 km entspricht. Auch hier bietet die Intrapulsmodulation Vorteile, da jeder einzelne Sendeimpuls ein anderes Modulationsmuster erhalten kann. Damit wird die Zuordnung des Echosignals zu einem Sendeimpuls durch dieses Muster zeitunabhängig ermöglicht und verhindert wirkungsvoll Mehrdeutigkeiten in der Laufzeitmessung. Die Impulsfolgefrequenz kann damit auf Werte um etwa 1 kHz angehoben werden. Durch die mögliche Impulsintegration kann das Signal-Rausch-Verhältnis im Radarempfänger wesentlich verbessert werden und damit die energetischen Bedingungen für das Überhorizontradar verbessern. In der Folge kann die Impulsleistung für die gleiche Reichweite nochmals verringert werden.

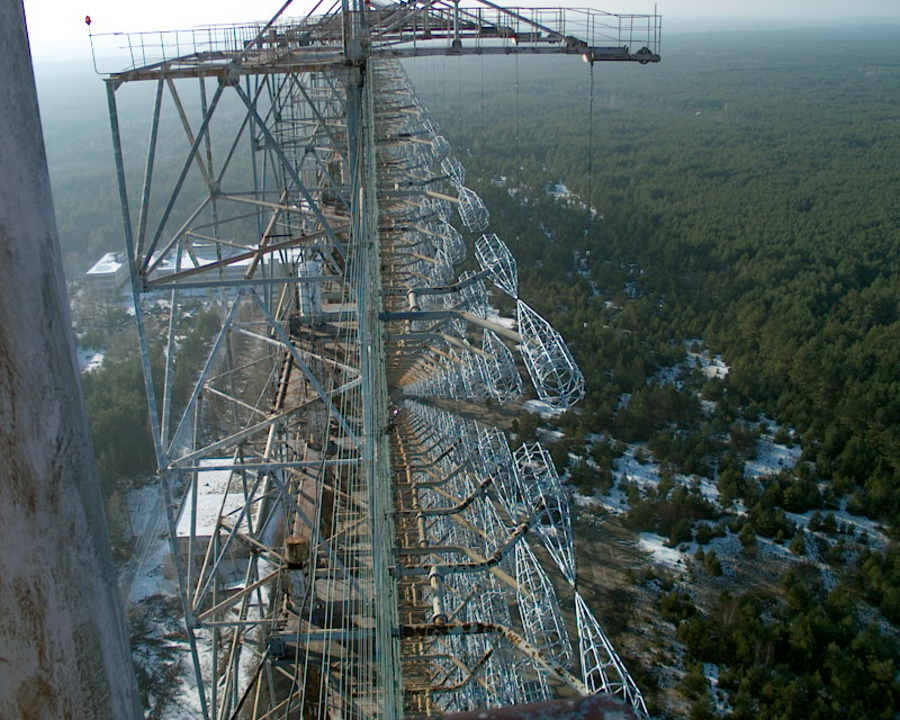
Phased-Array-Antenne des sowjetischen Überhorizontradars „Woodpecker“

Größte Herausforderung ist die Überwindung der Erdkrümmung. Die Ausbreitung der elektromagnetischen Wellen muss sich entweder durch Beugung an die Erdoberfläche anpassen, oder gezielt an der Appleton-Schicht der Ionosphäre reflektiert werden. Damit wird der nutzbare Frequenzbereich stark eingeschränkt. Für die Beugung muss das Radar im unteren Kurzwellenbereich, für die Reflexion muss das Radar im mittleren bis oberen Kurzwellenbereich arbeiten.
Diese für Radargeräte sehr niedrigen Frequenzen bewirken, dass die Antennen extrem große Ausmaße annehmen müssen. Die Effektivität dieser riesigen Antennen ist jedoch aufgrund der Relation zur Wellenlänge recht gering, so dass sie, um die gewünschte Diagrammbreite (Winkelauflösungsvermögen) zu erreichen, geometrische Ausmaße von mehreren Kilometern erreichen können. Eine mechanische Drehung dieser riesigen Antennen ist ausgeschlossen. Es werden oft elektronische Schwenkverfahren mit Phased-Array-Antennen genutzt. Bedingt durch die hohen Impulsleistungen und den notwendigen Schutz der empfindlichen Empfängereingänge wird oft das bistatische Radarverfahren genutzt, das heißt, Sendeantenne und Empfangsantenne befinden sich an weit voneinander entfernten Standorten.

## Technik
Es werden zwei verschiedene Gerätekonzeptionen verfolgt, die sich in der Antennenkonstruktion niederschlagen:
- OTH-B (Over-The-Horizon – Backscatter) und
- OTH-SW (Over-The-Horizon – Surface Wave).

### Over-The-Horizon (Backscatter)

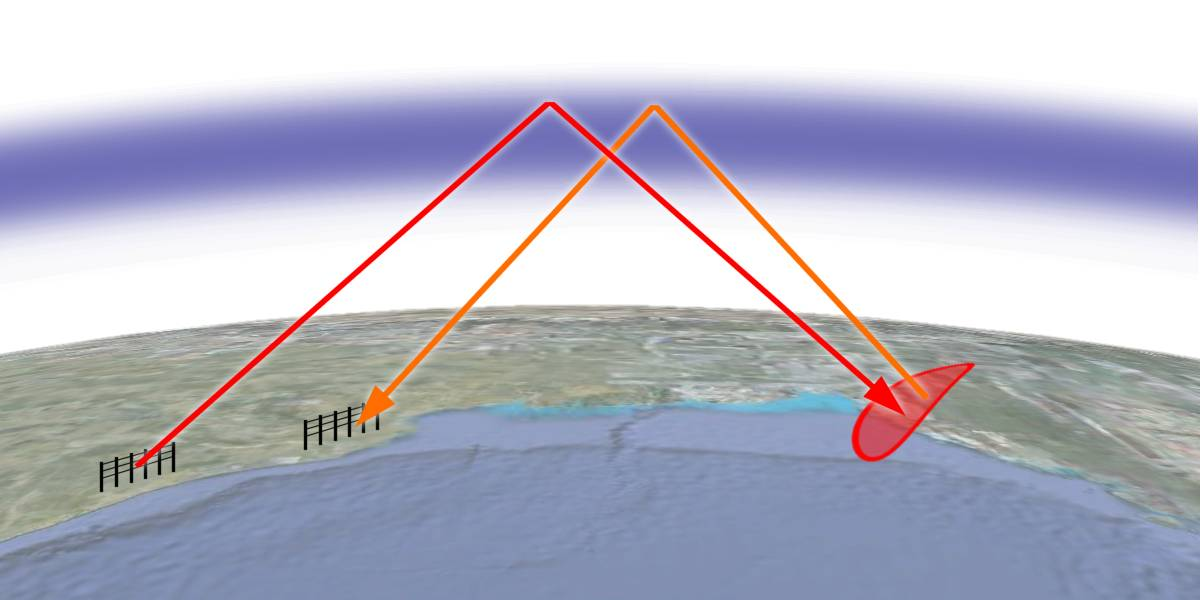
Prinzip der Ausbreitung der elektromagnetischen Wellen bei OTH-B

OTH-B nutzt die Reflexionseigenschaften der Ionosphäre, um mit Hilfe der Raumwelle Reichweiten von mehr als 2000 km zu erzielen. Die Sendefrequenz für dieses Verfahren liegt zwischen 15 MHz und 55 MHz. Die Radarsignalverarbeitung ist jedoch sehr schwierig, da die reflektierenden Schichten sich nicht in einer konstanten Höhe befinden, sondern sich tageszeitlich stark ändern. Durch die Laufzeitunterschiede bei einer Mehrfachreflexion ist dieses Konzept jedoch ungenau. Es ist also nicht einfach eine Spiegelung, sondern ein sehr komplizierter Prozess der Ausbreitung der elektromagnetischen Wellen. Auch sind die Echosignale nach einer mehrfachen Reflexion äußerst schwach, so dass auf der Empfangsseite empfindliche Empfänger genutzt werden müssen.
Die Berechnung der Entfernung ist deswegen schwierig und erhält Ungenauigkeiten. Die Entfernungsberechnung aus der Laufzeitmessung muss diesen Bedingungen ständig angepasst werden. Es werden in der Praxis meist Mehrfachreflexionen zwischen einzelnen Schichten der Ionosphäre und der Erdoberfläche genutzt, was zu zusätzlichen Mehrdeutigkeiten in der gemessenen Entfernung führt und in der Folge die Falschalarmrate beeinflusst. Diese Ungenauigkeiten werden jedoch in Kauf genommen, da diese Radargeräte nur militärisch genutzt werden und ausschließlich die Funktion einer Frühwarnung haben. Diese Mehrfachreflexionen werden im Unterschied zur einfachen Reflexion, dem single-hop, nach der Anzahl der Reflexionen an der Ionosphäre zum Beispiel two-hop für eine Zweifachreflexion benannt. Die Radarsignalverarbeitung muss dann die Schwellwerte für die Signalerkennung an die ebenfalls registrierten Reflexionen an der Erdoberfläche (Clutter) entsprechend dem Auftreten dieser Störungen durch eine dynamische zeitabhängige Verstärkungsregelung anpassen.
Um die genaue Höhe der Appleton-Schicht der Ionosphäre zu bestimmen, werden spezielle Ionosonden (sogenannte chirpsounder) genutzt. Das sind spezielle Radargeräte, die in ungefährer Entfernung der ersten Reflexion disloziert werden und im Frequenzbereich bis zu 30 MHz die Höhe der reflektierenden Schicht als Funktion der Sendefrequenz in einem sogenannten Ionogramm darstellen können. Aus den Echosignalen können außer der Amplitude und der Laufzeit (entspricht scheinbarer Reflexionshöhe) auch eine mögliche Dopplerverschiebung, Polarisationsänderungen und der günstigste Einfallswinkel abgeleitet werden. Mit Hilfe dieser Daten kann in einer Computersimulation der genaue Ausbreitungsweg bestimmt und auf dessen Grundlage eine Umrechnung der gemessenen Laufzeit in eine Entfernung über Grund durchgeführt werden.

### Over-The-Horizon (Surface Wave)

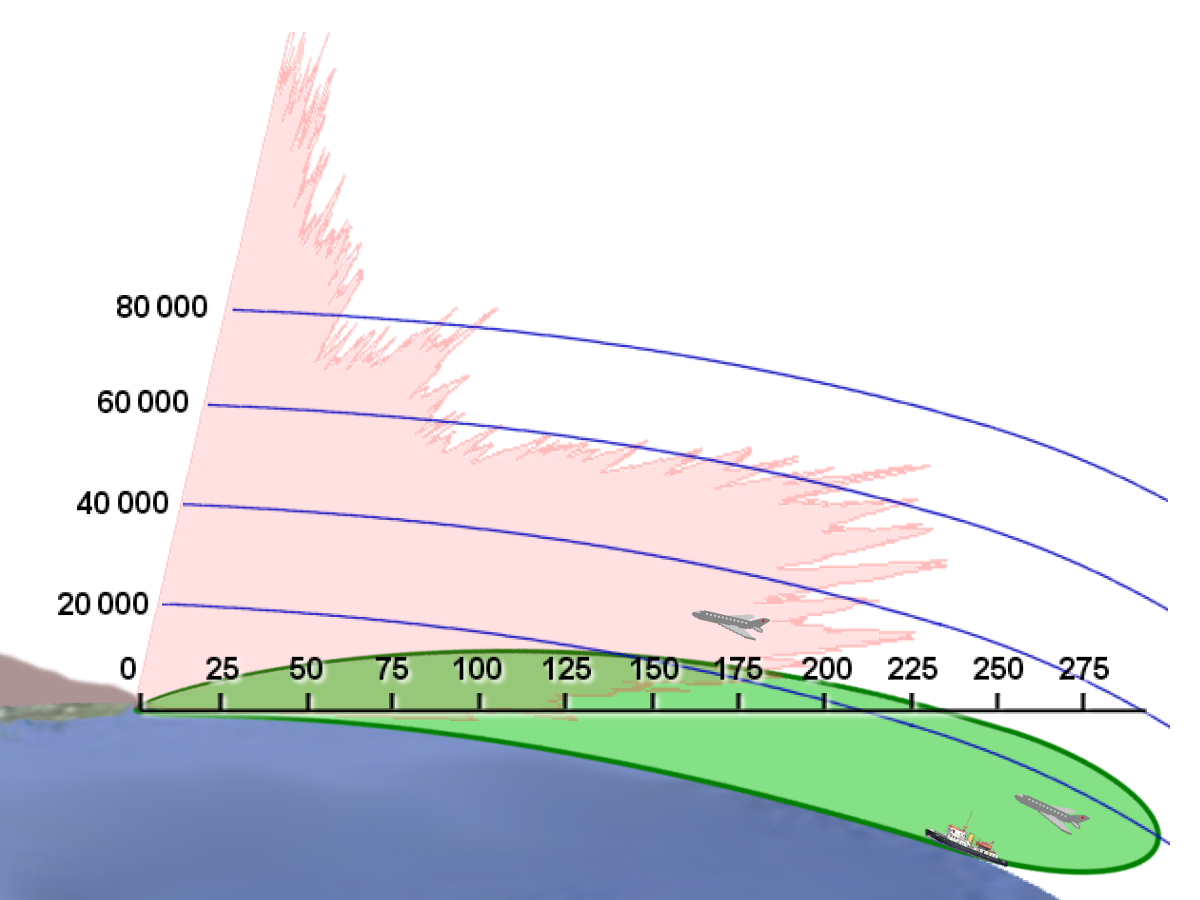
Vergleich der Auffassungsbereiche eines Flugsicherungsradars (rot) mit einem OTH-SW Radar. (Maßeinheiten sind nautische Meilen in der Entfernung und Fuß in der Höhe)

OTH-SW-Radargeräte nutzen eine Trägerfrequenz von 2…3 MHz bis maximal 20 MHz. Darüberliegende Frequenzen könnten zwar gegebenenfalls auch genutzt werden, bilden jedoch nicht so starke Bodenwellen aus und haben deswegen Verluste in der maximalen Reichweite. Die Bodenwelle passt sich der Krümmung der Erdoberfläche an und ermöglicht durch den bekannten Ausbreitungsweg genauere Reichweitenmessungen als OTH-B. Mit sehr langen Wellenlängen werden die elektromagnetischen Wellen an die recht gut leitende Oberfläche des Meeres gekoppelt und überwinden damit die Erdkrümmung. Die Genauigkeit der Ortung kann bei diesen Radargeräten nicht besser sein als die genutzte Wellenlänge.

#### Anwendung
Anwendungsmöglichkeiten von OTH-SW Radargeräten sind:
- weiträumige Aufklärung von Schiffsbewegungen für den Küstenschutz;
- Schiffsverkehrsüberwachung für die Sicherheit des Seeverkehrs;
- Bergen und Retten im Falle von Schiffshavarien;
- Katastrophenwarnung vor tropischen Wirbelstürmen und Tsunamis;
- Beobachtung der Drift von Eisbergen;
- Überwachung von Bautätigkeiten vor dem Küstengebiet;
- Überwachung des Umweltschutzes in der Küstenregion.

Dieses Verfahren wird oft im Küstenschutz zur Entdeckung von Schmugglern verwendet. Es kann derart empfindlich abgestimmt werden, dass einzelne schwimmende Personen sicher geortet werden können. Es erzielt jedoch nicht die Reichweiten von OTH-B.
Dieses Verfahren wird auch angewandt, um ozeanografische Messungen (Wellenhöhen, -geschwindigkeit, -abstände und Strömungsrichtungen) mit Hilfe der Bragg-Gleichung zu messen sowie für die Erkennung von Umweltverschmutzungen und eventuell ihrer Verursacher. In diesem Fall wird das FMCW-Radarverfahren genutzt und im Frequenzbereich von 5 MHz bis 55 MHz Reichweiten von 50 km bis zu 250 km erzielt. Dieses Verfahren ist bedingt ebenfalls für eine Tsunamiwarnung geeignet.

#### Beispiel
Die Firma Raytheon hat im Auftrag des kanadischen Militärs ein solches Radar entwickelt, welches unter dem Namen HF surface-wave radar SWR-503 bekannt wurde. Dies ist ein maritimes Aufklärungsradar, um illegale Aktivitäten wie Drogenhandel, Schmuggel, Piraterie, Fischräuberei und illegale Einwanderung zu bekämpfen. Ebenso kann die Drift von Eisbergen in der Region beobachtet werden. Es besteht aus einem 660 Meter langen Antennenfeld aus Viertelwellendipolen, die untereinander einen Abstand von etwa 50 Metern haben. Das entspricht der halben Wellenlänge in dem genutzten Radarband von etwa 3 MHz. Das Antennenfeld kann Ziele innerhalb der 200 Meilenzone in einem Sektor von 120° beobachten. Die Genauigkeit der Positionsbestimmung beträgt etwa 100 Meter (entspricht der genutzten Wellenlänge). Der Hersteller erklärt, dass dieses System auch tieffliegende Marschflugkörper erkennen kann, wenn es in einem Frequenzbereich von 15 MHz bis 20 MHz arbeitet.

## Elektromagnetische Verträglichkeit
Die leistungsstarken pulsförmigen frequenzbandbreiten Signale des Überhorizontradars stören den Kurzwellenrundfunk in dem Frequenzbereich von 10 MHz bis 20 MHz großflächig und teilweise erheblich. In der funktechnischen Umgangssprache werden derartige Störer (wegen des auffallenden Sendemusters) als „Specht (Woodpecker)“ bezeichnet.
Heute werden bessere Technologien für das Überhorizontradar eingesetzt. Durch die Verwendung von Intrapulsmodulation und Rauschmodulation werden gegenseitige Störungen verkleinert. Schwächere frequenzbandbreite Störungen treten jedoch immer noch auf.
So wird zum Beispiel das Überhorizontradar Pluto in dem britischen Akrotiri auf Zypern auf den Frequenzen 10,13 MHz und 18,13 MHz mit der jeweiligen Frequenzbandbreite 40 kHz (entsprechend jeweils vier Kurzwellenrundfunkkanälen) von Funkamateuren beobachtet. Ein chinesisches Überhorizontradar kann auf den Frequenzen von 6,93 MHz bis 7,10 MHz auch in Deutschland gehört werden.
Das OTH-SW-Radar Wera hingegen versucht durch Aufklärung („listen before talk“) einen wenig genutzten Frequenzbereich zu finden, bevor es sendet. Deshalb und wegen der außergewöhnlich kleinen Sendeleistung 30 Watt sind bei Wera gegenseitige Störungen gering.

## Bekannte Stationen

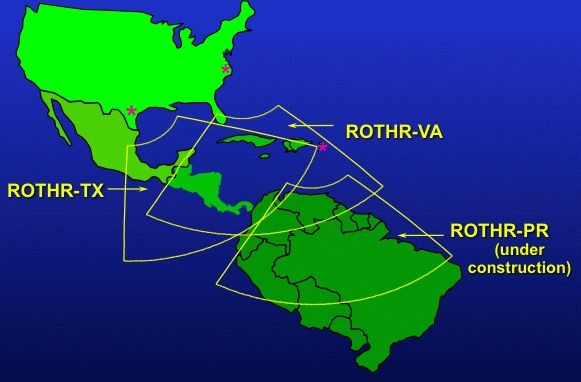
Ausleuchtbereiche der von den USA betriebenen ROTHR-TX, -VA und -PR

- Australien: Jindalee Operational Radar Network (JORN)
- China: eine Reihe von OTH-B und OTH-SW Anlagen sind in Betrieb, jedoch nicht näher klassifiziert[9]
- England: Ostküste[10]
- Frankreich: Nostradamus[11]
- Italien: LOTHAR (Radar) in Apulien
- Kasachstan: Anlage in Ostkasachstan (bei Semei; betrieben von Russland)
- Russland: mehrere Systeme, bekanntestes ist das Duga-System. Anlagen befinden sich unter anderem im Oblast Kaliningrad. Dort ein zum russischen Raketenschild gehörendes Radar des Typs Woronesch-DM[12][13]
- USA: ROTHR-TX, ROTHR-VA und ROTHR-PR
- Türkei: in der Nähe von Ankara; wird mit den gleichen Parametern wie Zypern betrieben.
- Iran: Sepehr-System, 2013 in Betrieb genommenes OTH mit einer Reichweite von min. 2500 km
- Zypern: PLUTO System des Vereinigten Königreichs (NATO-Anlage) in Akrotiri, Leistung: 1 MW. (34° 37′ 5″ N, 32° 56′ 33,1″ O).